# Coregonus austriacus
Coregonus austriacus is een straalvinnige vissensoort uit de familie van de zalmen (Salmonidae) en de onderfamilie van de houtingen. De wetenschappelijke naam van de soort is voor het eerst geldig gepubliceerd in 1909 door C.H.B. Vogt als ondersoort van Coregonus hiemalis.
Volgens Kottelat & Freyhof (2007) is het een endemische soort in het Oostenrijkse meer Attersee. Sinds 2000 is de vis daar niet meer waargenomen, mogelijk is deze soort uitgestorven.
De soortstatus van dit taxon is echter onduidelijk. De soort staat wel in FishBase en maar heeft geen vermelding op de Rode Lijst van de IUCN.